# Lijst van voetbalinterlands Amerikaanse Maagdeneilanden - Anguilla
Deze lijst van voetbalinterlands is een overzicht van alle officiële voetbalwedstrijden tussen de nationale teams van de Amerikaanse Maagdeneilanden en Anguilla. De landen speelden tot op heden twee keer tegen elkaar. De eerste ontmoeting, een vriendschappelijke wedstrijd, werd gespeeld in The Valley op 19 juni 2011. Het laatste duel, een kwalificatiewedstrijd voor de CONCACAF Nations League 2019/20, vond plaats op 22 maart 2019 in The Valley.

## Wedstrijden
| № | Plaats     | Datum         | Competitie                                   | Wedstrijd                  | Uitslag |
| - | ---------- | ------------- | -------------------------------------------- | -------------------------- | ------- |
| 1 | The Valley | 19 juni 2011  | Vriendschappelijk                            | Anguilla − Am. Maagdeneil. | 0 − 0   |
| 2 | The Valley | 22 maart 2019 | CONCACAF Nations League 2019/20 kwalificatie | Anguilla − Am. Maagdeneil. | 0 − 3   |

## Samenvatting
| Competitie                           | Totaal gespeeld | Winst Am. Maagdeneil. | Gelijk | Winst Anguilla | Doelsaldo Am. Maagdeneil. – Anguilla |
| ------------------------------------ | --------------- | --------------------- | ------ | -------------- | ------------------------------------ |
| CONCACAF Nations League-kwalificatie | 1               | 1                     | 0      | 0              | 3 − 0                                |
| Vriendschappelijk                    | 1               | 0                     | 1      | 0              | 0 − 0                                |
| Totaal                               | 2               | 1                     | 1      | 0              | 3 − 0                                |

Wedstrijden bepaald door strafschoppen worden, in lijn met de FIFA, als een gelijkspel gerekend.